# Skinhead

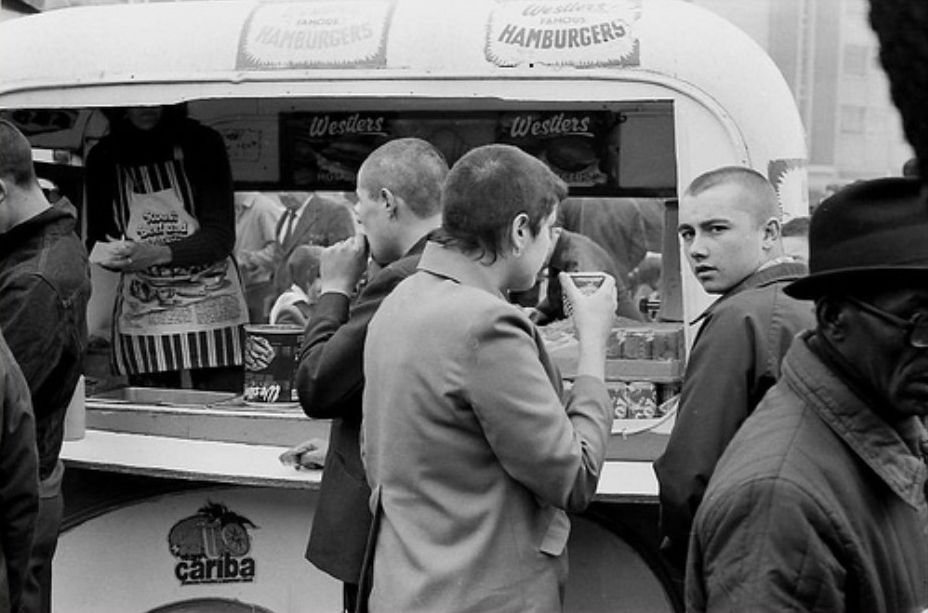
Skinhead e rude boy fanno la fila davanti ad una friggitoria a Londra nel 1981

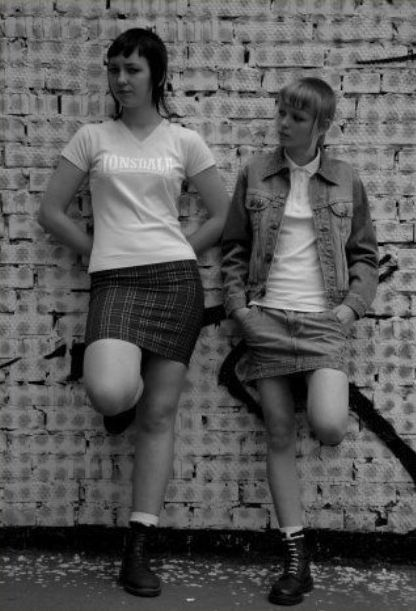
Ragazze skinhead con il tipico taglio "Chelsea"

Col termine inglese Skinhead (AFI: /ˈskɪnhɛd/; abbreviato in skin), in italiano teste rasate, si identificano gli appartenenti ad un movimento e una subcultura sorto in Gran Bretagna alla fine degli anni sessanta tra i giovani della classe lavoratrice britannica; convenzionalmente si indica l'anno 1969 per indicarne l'inizio (tant'è che per fare riferimento ai principi ispiratori iniziali di questo movimento si parla di spirit of 69), ed è un movimento che fondamentalmente nasce e rimane su base sociale (proletariato e sottoproletariato) piuttosto che politica. Sebbene nella cultura di massa vengano rappresentati come individui pericolosi per la società e devianti rispetto alla cultura mainstream, gli skinhead iniziarono ad essere etichettati come razzisti, neofascisti e/o neonazisti solo a partire dagli anni ottanta, questo perché, dalla fine degli anni settanta fino alla seconda metà degli anni ottanta, il movimento skinhead britannico ha avuto forti legami con il National Front fino alla nascita del Combat 18 all'interno del gruppo Blood & Honour.
Ormai da alcuni decenni, la compagine degli skinhead nazifascisti (Skin88 o Naziskin) fa capo alla Confederate Hammerskins, che risulta tutt'oggi la più diffusa e meglio organizzata confederazione skinhead a livello internazionale. La confederazione è presente in ogni parte del mondo ed è spesso legata a gruppi politici di estrema destra. 
Dalla fine degli anni ottanta, a New York, in forte contrapposizione agli skin nazifascisti si formò una fazione di skinhead antirazzisti (S.H.A.R.P.); poco più tardi si formò un'altra fazione rivale dei naziskin, i Redskin, ossia gli skinhead comunisti, anarco-comunisti e anarchici (R.A.S.H.), più legata agli ideali dell'antifascismo e del movimento no-global che dell'antirazzismo; infine vi sono i trojan skinhead, cioè gli skinhead originali, fedeli allo spirit of 69 che caratterizzava la cultura skinhead degli anni sessanta, rimasti indifferenti o comunque in disparte rispetto alla lotta fra le fazioni ideologicamente rivali. Di fatto, gli skinhead degli albori non basavano la loro identità su ideologie politiche o pregiudizi di sorta, ma su elementi legati al lavoro in fabbrica, alla musica ska e reggae, all'abbigliamento e alla passione per il calcio che condividevano con gli hooligan.
Si tratta in effetti di una subcultura con connotazioni estetiche, iconografiche ed ideologiche contraddistinte anche da generi musicali, capi d'abbigliamento, canoni comportamentali e beni di consumo peculiari. Gli skinhead si ispirano e riadattano, da una parte allo stile hard mod e hooligan, e dall'altra parte alla cultura rude boy, da cui ereditano inoltre la passione per la musica giamaicana, l'abbigliamento e lo stile di vita. I primi (hard mod) sono generalmente bianchi di origine proletaria e inglesi, mentre i secondi (rudeboy) erano immigrati e figli degli immigrati giamaicani e caraibici degli anni sessanta, dalla ex colonia britannica all'Inghilterra. Dalla loro fusione nacque la cultura urbana degli skinhead, le cui prime icone musicali furono il reggae, lo ska, il rocksteady, il soul, e l'R&B.
Nella seconda metà degli anni settanta l'Inghilterra assiste alla nascita del punk rock, ed è con ciò che, verso la seconda metà del decennio, si assiste al riemergere della cultura skinhead (divenuta in quel periodo fuorilegge a causa di duri interventi repressivi), che sosterrà il neonato punk rock. In seguito, un sottogenere di punk rock sostenuto da alcuni skinhead venne ribattezzato Oi!.

## Storia del movimento

### Origini

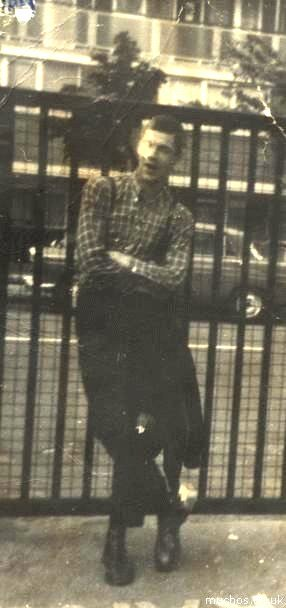
Hoxton Tom McCourt, bassista skinhead dei 4-Skins nel 1977

Alla metà degli anni sessanta fecero la loro comparsa nei quartieri più degradati delle città inglesi quelli che si possono definire gli hard mod, ma è solo alla fine del decennio che, all'interno dell'ambiente hard mod si affermò la subcultura giovanile skinhead: ufficialmente la data del loro sviluppo è indicativamente il 1969, tuttavia la nascita di questa subcultura avvenne già in precedenza.
Come detto skinhead evolve dalla fusione di due culture:
- la cultura mod (abbreviazione di modernist), la prima che interagì positivamente con la comunità di immigrati giamaicani e che rispose positivamente alla loro presenza, cercando anzi di emularne lo stile di vita e di appropriarsi della loro musica. I mod erano ragazzi appassionati da questa musica, particolarmente dal soul, jazz e ska e i primi a dare una forte importanza ai giovani, al loro progresso all'interno della società e al loro modo di porsi all'interno di essa. Dai mod gli skin ereditarono inoltre la passione per la Vespa e Lambretta; mezzo di trasporto preferito dai ragazzi del proletariato inglese perché economico e duraturo. I mod ne portano il culto all'eccesso, anche in contrapposizione alla moto di grossa cilindrata adoperata dagli allora rivali rocker;
- la cultura rude boy (trad. ragazzo rozzo, rude), propria degli immigrati giamaicani abitanti nei ghetti delle periferie urbane, noti per il consumo di erba (marijuana). Erano anch'essi ragazzi generalmente appartenenti al proletariato e alla piccola borghesia e poco accettati dalla società, perché ribelli e anticonformisti (oltre ad essere stranieri). I rude boy vestivano generalmente con il completo classico riprendendo lo stile dei gangster, visto che erano anche a contatto con la malavita.

I primi skinhead si opponevano radicalmente ai due mutamenti socioeconomici allora più evidenti:
- il progressivo imborghesimento della classe lavoratrice inglese e del proletariato in generale;
- l'oppressione esercitata dalla classe dirigente.

Per gli skinhead è importante creare le condizioni per rivoluzionare la concezione dell'imborghesimento della classe lavoratrice, la quale non deve essere solo ed esclusivamente in una direzione, ma valorizzarsi per mantenere saldi alcuni valori che hanno permesso alla subcultura stessa di svilupparsi e mantenere nel tempo il suo stile. Tutte le fasi storiche della scena skinhead sono state contraddistinte da un genere musicale, in primis il reggae, (o più precisamente lo ska giamaicano), suonato da capostipiti del genere stesso quali i Symarip, Prince Buster, Laurel Aitken e a seguire la Oi! music (Cockney Rejects, Cock Sparrer) e il 2 tone ska (The Specials, The Selecter, Madness). Per alcuni esiste anche una terza ondata di musica ska, molto cross-over che, oltre al caratteristico ritmo sincopato del genere, viene accompagnata da melodie folk (patchanka), punk, rock, raggamuffin fino al metal.

### Anni 60: sviluppo
Durante la metà degli anni sessanta in Inghilterra, l'irruzione del movimento hippie provocò una scissione all'interno del movimento mod. Il primo gruppo era quello dei modaioli benestanti che vestivano abiti costosi, frequentavano il college, connotavano una passione per la musica rock come lo psychedelic rock e la british invasion, facevano uso di droghe psichedeliche e si lasciavano coinvolgere dall'universo più in voga.

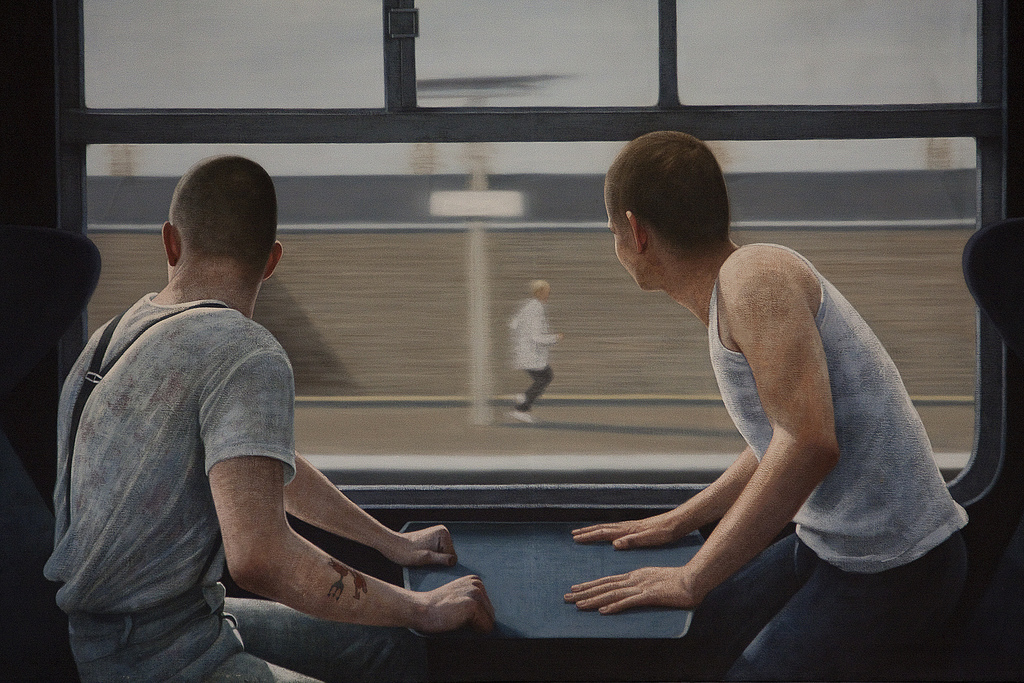
Due skinhead ritratti su un treno

Il secondo gruppo era invece costituito da giovani della classe lavoratrice con valori più radicati e da un certo scetticismo verso gli hippies. Questi non erano particolarmente affascinati dalla musica rock psichedelica, e si orientavano ancora sulla musica ska, reggae, rocksteady, soul, jazz, blues o R&B, diffusa nel Regno Unito dai rude boy, immigrati giamaicani anch'essi appartenenti alle classi più basse. La condizione economica di questi (detti hard mod), inoltre, non permetteva loro l'uso di droghe costose, non frequentavano college né indossavano vestiti all'ultima moda, ma anzi adattarono il loro look a quello della classe di appartenenza, anche in contrasto con i mod influenzati dal movimento hippy.
Questa costola dei mod si sviluppò nelle periferie di Londra, autodefinendosi subcultura hard mod, frutto della fusione tra mod e rude boy, diversificata in parte dal movimento mod original e dai modaioli benestanti, pur conservando alcuni elementi in comune con essi, come buona parte dell'abbigliamento e la passione per gli scooter Vespa e Lambretta. L'hard mod ereditò inoltre, grazie anche all'influenza dei rude boy, un atteggiamento più aggressivo, violento, tradizionalista e orgoglioso di appartenere al proletariato e alla classe lavoratrice. L'hard mod (più tardi riconosciuto come skinhead) però non fu un movimento politico: la posizione politica era soggettiva e non aveva a che fare con l'appartenenza alla subcultura, anche se si può notare una posizione multietnica e antirazzista dovuta alla socializzazione con i rude boy (neri) e al loro determinante contributo culturale nello sviluppo del movimento.
Il movimento negli anni sessanta, dopo esser stato soprannominato in diversi modi come "nohead", "baldhead", "crophead", "egghead", "peanut", venne riconosciuto ufficialmente e definitivamente come skinhead verso la fine degli anni sessanta, più precisamente nel 1969. Questa data ispirò un motto tutt'oggi usato tra gli skinhead original, ovvero "Spirit of '69".
L'incontro tra queste due subculture giovanili alla metà degli anni sessanta, diede vita ad un nuovo modello giovanile, fatto di abbigliamento, amore per la musica, prevalentemente ska e reggae e fede calcistica, molti skinhead appartengono infatti alla schiera degli hooligans.
La subcultura skinhead nacque come fenomeno giovanile inglese con attitudini fortemente rivendicative della classe lavoratrice (lotta di classe), che sfociò, tuttavia, anche in frequenti scontri con gruppi considerati rivali: pakistani, hippie, omosessuali (lotta di razza). Questi scontri vennero sarcasticamente chiamate boot-party (risse con gli stivali), oppure paki-bashing e queer-bashing, (ovvero pestaggi con i pakistani e con i gay).
Questo primo periodo è detto skinhead original o trojan skinhead (quest'ultimo termine è dovuto al nome dell'etichetta discografica Trojan Records, che riporta il simbolo dell'elmo troiano). In riferimento a ciò, bisogna precisare che non solo gli skin erano ben organizzati in squadre (crews), ma c'erano altre bande con le quali avvenivano gli scontri, fra le quali gli immigrati appartenenti ad altre subculture. Ciò avveniva per l'esigenza di spazio vitale per gruppi di persone che scelgono l'alternativa al conformismo. Fu per questo che il potere dominante scricchiolò sotto i colpi di una subcultura che si oppone al degrado urbano, per cui additò gli skinhead come principali colpevoli degli scontri con le forze dell'ordine. 

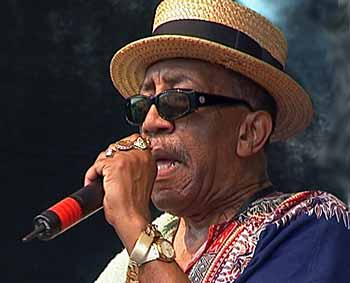
Laurel Aitken, uno dei primi rude boy e "padrino dello Ska"

### Anni 70: declino e revival
Di conseguenza, durante la prima metà degli anni settanta, la subcultura skinhead conobbe un graduale declino dovuto a duri interventi repressivi, quali il divieto d'ingresso negli stadi, nei bar e discoteche: si stava concludendo il suo primo ciclo vitale.
In seguito all'esplosione del punk rock si ebbe un'ondata di risveglio e il revival skinhead che riprendeva gli antichi valori della prima fase, si trovò a condividere la vita di strada con la subcultura punk, che per spontaneità e irriverenza somigliò, almeno inizialmente, allo stesso germe di quella skin. 
Insieme al punk (con i suoi sottogeneri stradaioli), vi fu anche una nuova ondata di musicisti che riproponevano la musica ska in maniera che si può definire più acid (northern soul e two tone), ciò dovuto al fatto che in Giamaica prevalse il genere reggae di matrice rastafariano, mentre gli skin continuavano a legare sì con le influenze "nere", ma rimanevano in linea coi presupposti originari.
In questa fase di rinascita della cultura skinhead però iniziano ad esserci anche le prime scissioni: emerge il fenomeno dei suedehead ("testa scamosciata"), un gruppo più abbiente e meno numeroso di skinhead, il quale si distingueva dai comuni skins per il fatto di indossare cappotti lussuosi tipo Crombie o in pelle di pecora, mocassini, pullover, completi di pied-de-poule, pantaloni Sta-Prest e perché tenevano i capelli leggermente più lunghi (inoltre svolgevano lavori da colletti bianchi); ben presto nascono anche gli smoothies (con capelli più lunghi) e i bootboys (affini alle bande e agli hooligan). Ci fu quindi un iniziale ritorno alle origini dello stile skinhead, cioè un riavvicinamento ai mod.
Verso la fine di quegli anni la cultura skinhead venne rianimata ed estesa grazie all'intervento del punk rock, ma la maggior parte di questi skin revivalisti si opponeva al commercialismo punk, ragion per cui decisero di tornare allo Spirit of '69, riacquistando le loro caratteristiche originarie e allontanandosi nuovamente dai mod. Questo "ritorno alla terra" skinhead trovò le sue rappresentazioni nella musica di gruppi come The 4-Skins e Madness, i quali restano tra le più celebri band della scena skin anni settanta.

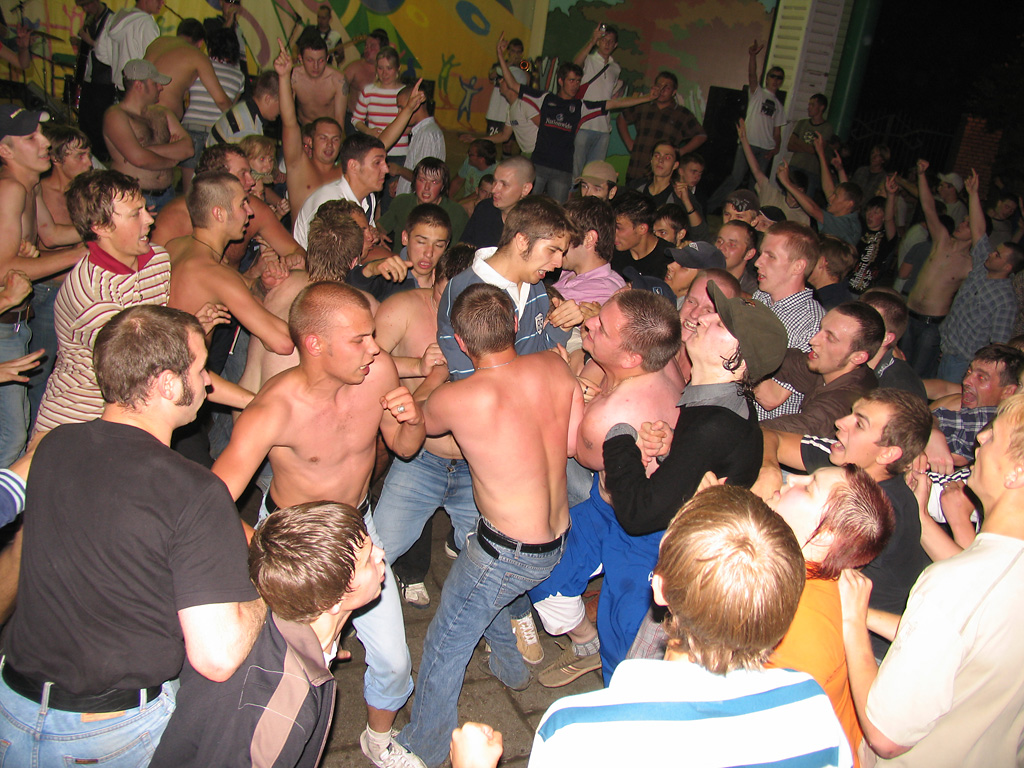
Skinhead ballano a un concerto ska a Mosca (anni 2000)

Durante il 1973-1975, triennio segnato da una profonda crisi economica ed energetica in Gran Bretagna, a cui seguì un forte innalzamento dei prezzi e della disoccupazione, alcuni skinhead si avvicinarono a movimenti di estrema destra xenofobi come National Front e British Movement; da questi stessi skinhead razzisti sarebbero poi nati i naziskin, o per meglio dire i bonehead (termine dal triplice valore in quanto si radono la testa fino ad avere la pelle lucida, non vengono considerati skinhead dagli altri skin e significa "cretino").
Dal 1979 in poi gli skinhead influenzati dall'abbigliamento punk, che portavano i capelli più corti, gli stivali alti e slegati dallo stile tradizionale del 1969 crebbero numericamente e attirarono l'attenzione dei mass media, essenzialmente per il loro legame con gli hooligan. Continuarono comunque ad esserci gli skinhead originali.
Con l'espansione della subcultura skinhead fuori dai confini inglesi verso l'Europa e gli Stati Uniti d'America, i "nuovi" skinhead modificarono le caratteristiche e le interpretazioni sia estetiche che musicali a seconda dei propri gusti od esigenze, ridimensionando in maniera impressionante quelli che possono essere definiti i caratteri comuni di ogni skinhead, sia inglese che non. Negli Stati Uniti per esempio gli skinhead americani provenienti dalla scena hardcore punk hanno abbracciato lo stile skinhead, reinventandolo e facendone una versione propria. Perciò nel resto del mondo lo stile e l'abbigliamento skinhead può variare ampiamente, sebbene i tratti distintivi ed essenziali rimangano più o meno gli stessi.

## Orientamenti politici
Lo skinhead è il soggetto appartenente a un movimento che poggia su basi sociali e non espressamente politiche. Nasce nelle periferie delle città inglesi, abitate da famiglie proletarie, generalmente composte da operai. I rude boy erano per la maggior parte giamaicani, quindi pare improbabile che propugnassero i pensieri di supremazia relativi alla superiorità razziale. Nemmeno i mod avevano atteggiamenti razzisti. Inoltre esistono anche skin neri. Nella subcultura giovanile skinhead, così come nella tradizionale cultura lavoratrice inglese, convivono la sentita appartenenza di classe, il fiero patriottismo, aspetti comportamentali virili uniti, a volte, ad orientamenti culturali di tipo tradizionalista. La musica presenta un collante fra le comunità di skin, mod e rude boy. Questi sono lo ska tradizionale, che evolverà nel rocksteady e reggae (skinhead reggae o early reggae).

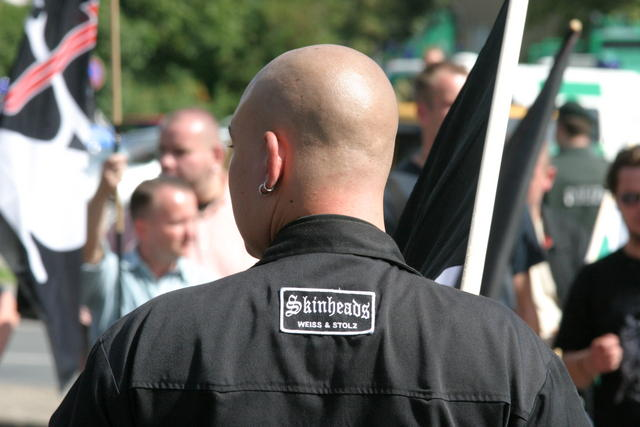
Uno Skin88 che sfila ad un corteo neonazista in Germania. La scritta Weiss und stolz sull'etichetta significa "Bianco e fiero".

Nel corso degli anni appartenenza di classe e sentimento nazionalista si polarizzarono, creando fazioni politiche contrapposte. Tali fazioni si collocarono su posizioni socialiste e anarchiche da una parte, e naziste dall'altra, o di rifiuto di qualsiasi connotazione politica (skinhead apolitici). I gruppi musicali divennero i maggiori diffusori di messaggi politici.

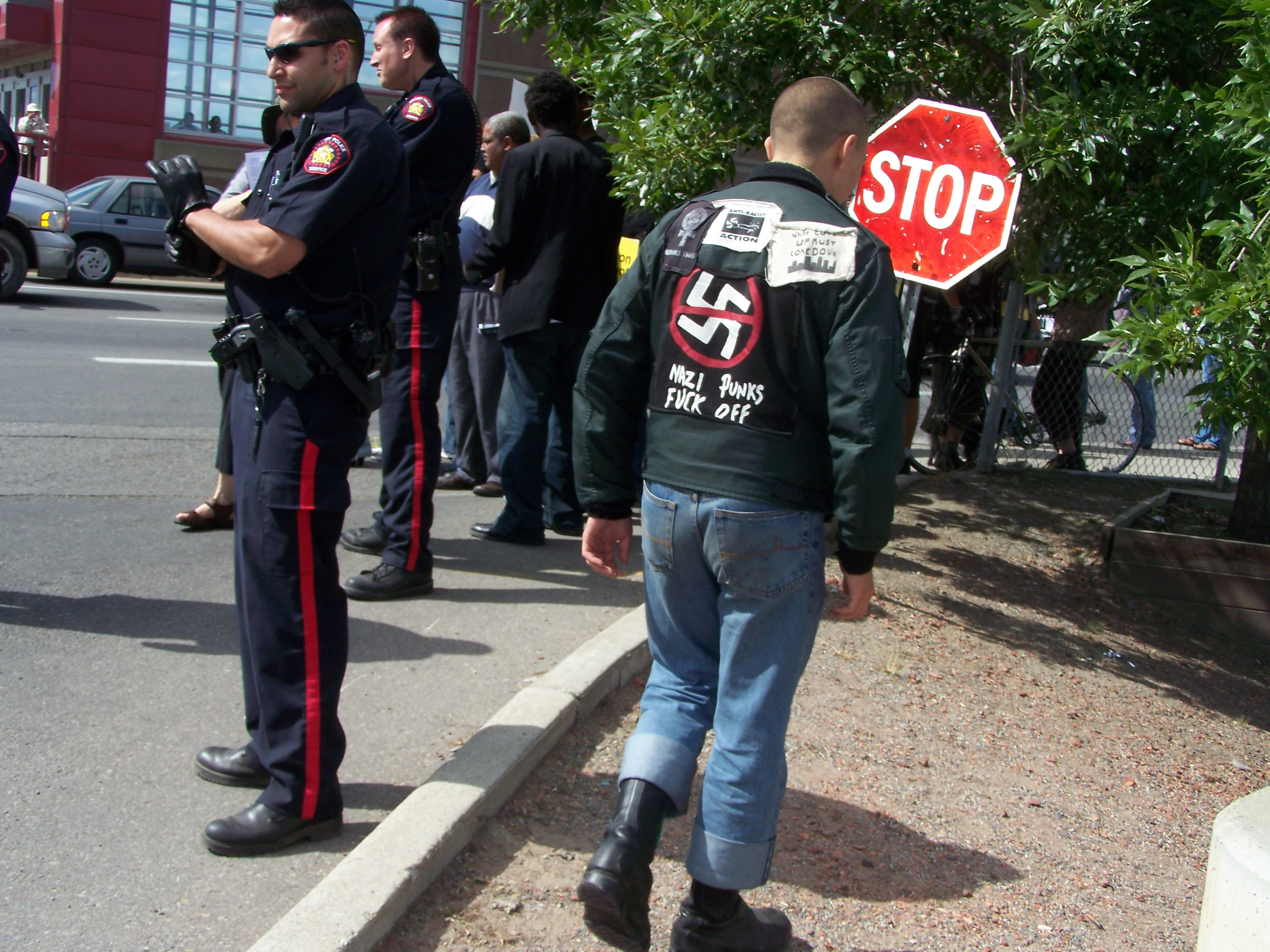
Skinhead antinazista cammina in mezzo a dei poliziotti in Canada

L'Oi! giungerà sull'onda del punk rock, con la comunità skin che si dividerà quindi fra politicizzati e non, dove molti subiscono il fascino delle politiche del National Front, infatti in quegli anni molte delle tribù di skinhead, uniti da un forte senso di nazionalismo e sospettosità per la forte ondata di immigrazione che stava vivendo l'Inghilterra in quegli anni, entrarono a far parte del movimento politico inglese National Front.
Il senso comune identifica erroneamente la sottocultura skinhead unicamente con il nome di Naziskin (soprannome ideato dai media), proprio perché in Europa sono nate numerose bande appartenenti a movimenti e network neonazisti (White Power, Skin88, Blood & Honour ecc), mentre gli skin dichiaratamente militanti antirazzisti (SHARP), nascono negli USA a New York, in antitesi ai movimenti che propugnano la supremazia della razza.
In Italia invece è sempre stato presente un gran numero di band apolitiche ma vicine alle posizioni anarchiche e/o antifascista, come i Nabat, padri dell'oi! italiano, i Rough, i Basta, Ciurma Skin e molti altri.

## Fazioni
- Original: gli skinhead apolitici o, per meglio dire, non identificati politicamente. Sono gli skinhead tradizionali, quelli che si rifanno allo Spirit of '69 e alla vera subcultura skinhead, formata da ragazzi sottoproletari, poveri e ribelli, accomunati da mod e rude boy per la passione verso la musica afroamericana e l'abbigliamento anticonformista da lavoro/dancehall, oppressi dal degrado di una società ipocrita e borghese che li discriminava continuamente per il proprio ceto sociale. È possibile che alcuni di questi, tuttavia, contrastino le fazioni quali la R.A.S.H. (organizzazione di chiare idee comuniste ed anarco-comuniste), la S.H.A.R.P. (militanza antirazzista) o gli altri network. Questo modello quindi ripropone la visione del movimento, nella sua più totale varietà, com'era in origine negli anni sessanta. Alcuni skinhead apolitici accusano gli skinhead politicizzati di strumentalizzare per fini politici il loro stile. Gli skinhead original tendenzialmente non considerano gli altri skinhead dei "veri" skinhead perché troppo lontani dai valori sociali e dagli ideali che caratterizzavano il movimento nella sua era d'oro, cioè gli anni sessanta.
- SHARP (acronimo di "SkinHeads Against Racial Prejudice"): ovvero, gli skinhead contro i pregiudizi razziali, di diverse idee politiche ma espressamente antirazzisti, uniti sotto un'unica bandiera, si rifanno alla rete denominata appunto SHARP. Questi nascono come militanti contro i gruppi neonazisti e riportano come simbolo l'elmo troiano, riprendendo il simbolo degli skinhead original che nascono dall'unione di subculture di natura multietnica.
- RASH (acronimo di "Red and Anarchist SkinHeads"): skinhead di chiare idee socialiste, comuniste, anarchiche o anarco-comuniste che si rifanno al più recente network RASH. Gli skinhead di idee comuniste e socialiste si definiscono "Redskin" mentre quelli di idee anarco-comuniste, o più in generale anarchiche, "Anarcoskin". I redskin possono anche non appartenere ad alcuna rigida organizzazione politica od ostentare simboli, ma manifestare comunque la loro attitudine verso idee antifasciste; la maggior parte degli anarcoskin, invece, preferisce restare in ambienti ed organizzazioni esclusivamente o prettamente di matrice anarchica, come la Federación Anarco Skinhead o l'Anarchist Skins and Punks (quest'ultima tra l'altro riunisce anche i punk).
- Skin88 (l'88 sta per HH, acronimo di "Heil Hitler", in quanto l'H è l'ottava lettera dell'alfabeto latino): skinhead di idee neonaziste o neofasciste, anche noti come Naziskin (termine però ritenuto inadeguato), raggruppati in numerose organizzazioni, anche internazionali, come Hammerskins (USA) e Blood & Honour (UK). Sono generalmente i più organizzati e politicizzati, in quanto giocano un ruolo determinante per quello che riguarda l'interesse dei mass-media nei confronti della subcultura skin. Il movimento degli Skin88 è correlato alla diffusione della musica Oi! e del Rock Against Communism. Siccome non sono considerati parte del movimento skinhead dagli altri skins né tantomeno dai punk in quanto razzisti e fascisti, gli skin88 vengono dispregiativamente chiamati Bonehead termine tradotto dall'inglese in "testa d'osso",  utilizzato in maniera dispregiativa nei confronti degli Skin88 dai loro detrattori[9].
- Gay skinhead; le due organizzazioni più importanti conosciute sono la EGSA[10] raggruppante gli skin gay apolitici, antirazzisti e antifascisti e la GASH (Gay Aryan Skinheads), raggruppante gli skinhead gay ma di ispirazione neonazista e tendenzialmente violenti.

## Connotazione socioeconomica
Un concetto fondamentale per poter comprendere la nascita degli skinhead è quello di working class (classe operaia in inglese): lo skin è solo l'ultimo, in ordine cronologico, dei rappresentanti della gioventù proletaria britannica, oggetto di critiche e disprezzo da parte dei "benpensanti"; disprezzo che veniva e viene spesso ampiamente ricambiato. Gli skinhead si riconoscono totalmente nella classe sfruttata, quella lavoratrice. Solitamente svolgono lavori manuali e detestano tutto ciò che opprime l'individuo e lo vuole trasformare in quello che non è.

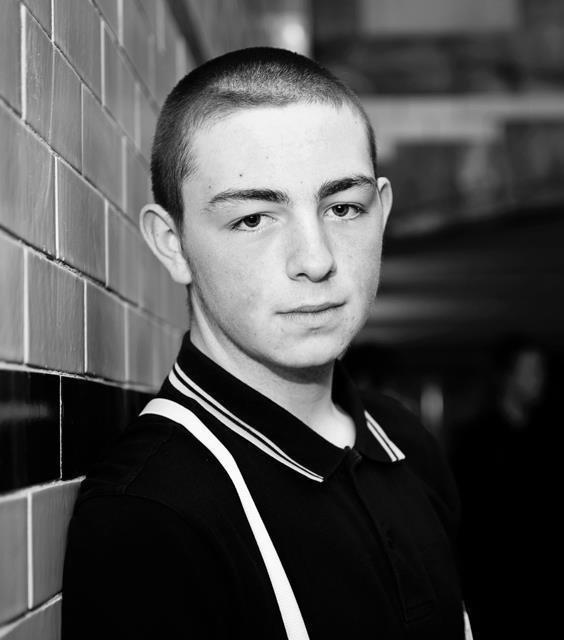
Uno skinhead inglese nel 2012

L'immagine stereotipata di questo giovane, caratterizzata da teste rasate e stivali anfibi deriva principalmente da esigenze lavorative: condizioni igieniche e di sicurezza scarse rendono necessarie precauzioni contro infortuni e infezioni; buona parte dell'abbigliamento però comprende anche elementi tramandati dai mod, da cui deriva lo skinhead. Non si trattava, quindi, di una divisa da combattimento (almeno inizialmente), come molti hanno teorizzato, bensì di uno stile strettamente legato alle proprie origini, riprendendo elementi derivanti dalle culture mod e rude boy.

### Punk & skin
Il movimento skinhead cominciò a riemergere con l'ondata di punk rock britannica. Questa sintonia tra i due movimenti nacque appunto con la nascita nel punk britannico nella seconda metà degli anni settanta, dove il movimento skinhead, sviluppato negli anni sessanta ma decaduto nei primi settanta, riemerse promuovendo il neonato punk rock come la nuova musica eletta, al contrario dei precedenti skinhead (skinhead original), indirizzati sulla musica nera giamaicana (reggae in particolare).
Lo skinhead divenne così una delle sottoculture affini al neonato punk rock. Le sottoculture all'interno del punk rock cominciarono poi a diramarsi, e tra queste, lo street punk (anche nome di un genere musicale) fu la sottocategoria dei punk che più si avvicinava a quella skinhead, perché rimane, per definizione, più radicato nella vita lavorativa e di strada.
Questa affinità tra i due movimenti ebbe un graduale sviluppo, in quanto i due movimenti condividevano spesso la stessa filosofia di vita, promuovevano la stessa musica, ed originavano dalla stessa nazione. Un elemento che avvicinò gli skin e i punk poteva essere anche la rivalità verso gli hippie, manifestata da gruppi come i Sex Pistols, era una visione che in origine decretò, all'interno del movimento mod, la scissione tra gli hard mod (i primi skinhead) dei fine anni 60, e i mod original, al contrario simpatizzanti per tale movimento.
Non a caso skinhead e punk condivisero poi alcuni tipi di abbigliamento come i boots e spesso i pantaloni ripiegati o le bretelle o altro. Nacque così anche il motto "Punx & skin" promosso da diversi gruppi di punk e skinhead.
Nel 1978 si ha un ulteriore legame tra punk e skinhead grazie alla fondazione del Punk Front, organizzazione costola del National Front che radunò i punk vicini all'area di estrema destra e permise quindi ai punk di sfilare a fianco degli skinhead durante le manifestazioni politiche. Sulla scia di questo movimento punk nacquero band Oi! e punk esplicitamente legate al Punk Front come gli A.B.H. e i The Dentist.
Lo skinhead, divenne quindi una cultura vicina al movimento punk britannico, e come tale, il genere punk rock divenne la "nuova musica" degli skinhead. Il particolare sottogenere di punk rock ripreso dagli skinhead verrà ribattezzato appunto street punk, che nel contesto skinhead prenderà il titolo di "Oi!", e conserverà caratteristiche particolari che lo distingueranno in parte dal classico punk in stile britannico, seppur facente parte di questa categoria. L'Oi! (sostantivo che deriva dalla pronuncia tipica dei quartieri a est di Londra della parola "hey you!"), è un genere di punk che si potrebbe definire popolare, in quanto ha la caratteristica di coinvolgere solitamente il pubblico con cori stile tifo calcistico.
Il movimento del 1978 durò poco tempo ma è stato saltuariamente ripreso sotto le sigle Punk's Not Red e Nazi punk, la prima sigla a voler dimostrare un'attitudine lontana da quella dei centri sociali, squatt e posizioni comuniste e anarchiche, ma non per questo esplicitamente di estrema destra o esplicitamente dedita all'attività politica; la seconda sigla invece esplicitamente legata ai gruppi neonazisti. Tra le band che hanno fatto o fanno parte di questo movimento troviamo gli svedesi The Jinx, Battle Scarred e Midgårds Söner, i tedeschi Punk Front, i belgi Kill Baby, Kill! (pur non avendo punk in formazione ufficiale), i polacchi Niters e gli americani Forward Area, Dirty White Punk's e Final War.
In questi anni e nella prima metà degli ottanta numerosi sono gli esempi di gruppi punk e skin dichiaratamente antifascisti e antinazisti. In California il gruppo punk dei Dead Kennedy's era fortemente seguito da Punk e Skinhead dichiaratamente anarchici, socialisti e comunisti, tanto che il simbolo dei Dead Kennedy's divenne ben presto ostentato come identificativo di antifascismo e anticonformismo. L'anticonformismo in particolare è una caratteristica dei testi e dei membri delle band punk's e skinheads con simpatie di sinistra se non dichiaratamente socialisti, comunisti e anarchici in contrasto con i valori religiosi e tradizionalisti, che sono ripresi da numerosi appartenenti ai gruppi di destra ed estrema destra. In Europa uno dei gruppi musicali di riferimento sia del movimento punk che degli skinheads fu il gruppo dei Clash, guidati da Joe Strummer. Dagli inizi degli anni ottanta numerosi skins, proletari delle periferie urbane delle grandi città dell'east cost statunitense e dell'Europa occidentale con idee di estrema sinistra, seguiranno la musica punk hardcore e lo stile di vita Straight edge, costituendo il nerbo di numerose band musicali di stile hardcore punk.  Band come i Dead Kennedy's (anarco-comunisti), i Black Flag (dichiaratamente anarchici),  ed in Gran Bretagna i Charged GBH avviano lo stile hardcore punk che influenzerà gli ascolti di numerosi punk ed Oi! band negli anni novanta in particolare in Francia ed in Italia.
Anche in Italia alcune band come i Nabat hanno dedicato canzoni all'unità sottoculturale tra gli skinhead e punk.
Mentre un'altra sottocategoria del punk chiamata anarcho punk vedeva delle rivalità sia con gli skinhead che con gli street punk per le visioni pacifiste e impegnate politicamente e socialmente; la band più conosciuta del panorama Oi! con attitudini anarco punk sono gli Oi Polloi.

### Paki bashing
Del primo skinhead, l'unica attitudine che può ricordare atteggiamenti razzisti dei successivi gruppi nazifascisti (sviluppati ufficialmente oltre un decennio dopo), era il fatto che alcuni skinhead dell'epoca erano soliti agli scontri con le comunità di immigrati pakistani, e il cosiddetto paki bashing, (ovvero "pestaggio coi pakistani"), ma anche con gli asiatici, che risultavano culture diversificate rispetto a quelle dei rude boy giamaicani (la Giamaica è, tra l'altro, una ex colonia britannica), con cui gli skinhead condivisero fin dall'inizio le radici e la vita di strada, era solo uno scontro fra gangs urbane. In sostanza, i pestaggi non erano provocati da un razzismo ideologico, ma dall'intolleranza, che poteva rivelarsi anche molto radicata nella vita di strada degli skinhead, poiché questi ultimi erano confinati in aree urbane di periferie dove vige la legge della strada. Se la subcultura skinhead in origine fosse stata fondata su principi di potere razziale, la cultura stessa non si sarebbe potuta sviluppare per principio, poiché questa nacque proprio ereditando parte della cultura degli immigrati giamaicani di natura multietnica.
Nell'immediato dopoguerra, l'immigrazione dal Commonwealth (principalmente dai Caraibi e dal Pakistan) aveva portato allo sviluppo di alcuni ghetti affollati di stranieri a Londra (Brixton) e a Liverpool (Toxteth), popolati prevalentemente da sottoccupati. Durante gli anni sessanta i pakistani e gli asiatici erano stati vittime di persecuzioni razziali ad opera di alcuni inglesi, tra cui alcuni nazifascisti. Gli skin, come altre subculture, furono e sono strumentalizzati come movimento unicamente nazifascista. Molti inglesi sostenevano che l'afflusso di stranieri, soprattutto pakistani ed asiatici, stava danneggiando le loro prospettive di lavoro e i valori tradizionali. Era quindi una forma di conservatorismo più che razzismo ideologico, anche per via dei pensieri patriottici a cui lo skinhead era molto legato, ma per il resto non presentavano connotazioni razziste, ma anzi, come già accennato, vi era molto legame con la cultura nera giamaicana (Rude Boy) da cui lo stesso movimento si era sviluppato. Inoltre le gang di skinhead e rude boy erano molto unite, condividevano gli stessi ambienti, la stessa attitudine e vita di strada e, soprattutto in origine, vi erano anche molti skinhead di colore oltre ai rude boy bianchi.

## Diffusione del movimento

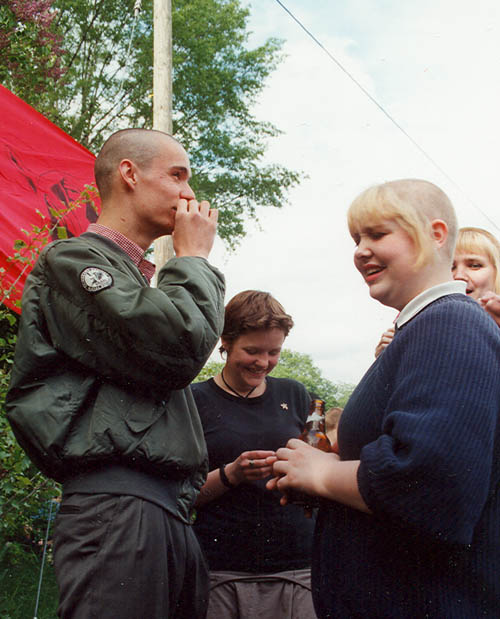
Gruppo di skinhead a Cuba nel 1994

Così come il punk, anche lo stile skinehad varca i confini del Regno Unito, espandendosi soprattutto nell'Europa continentale, ma facendo proseliti pure oltreoceano, diventando così una realtà su scala mondiale; se, però, in Paesi come l'Italia e la Spagna solo verso la fine del decennio 1980-1989 si assisterà alla comparsa di veri e propri movimenti "skinhead" neofascisti, in Paesi come Francia e Germania Ovest questo avverrà già dagli inizi, trovando terreno fertile per la propaganda xenofoba rivolta alla immigrazione extraeuropea, prevalentemente turca e nordafricana. In Italia il movimento skinhead fu solo grazie ai mass media individuato da subito come un movimento neofascista e neonazista perché considerato fautore delle violenze razziste e dagli scontri razziali causati in Inghilterra. Contemporaneamente si diffuse anche l'idea del naziskin, che si vedeva frequentare sempre più spesso le curve degli stadi.
In realtà il movimento skinhead italiano aveva già avuto origine tra la fine degli anni settanta e i primi anni ottanta con grande espansione geografica da nord a sud, anche se con diffusione rimasta sempre di nicchia. Non era stato facile inizialmente per il movimento skinhead scrollarsi l'epiteto di fascista e nazista, visto che l'aspetto militaresco ed il cranio rasato facevano apparire gli skinhead come giovani legati all'estrema destra, anche a causa di un pregiudizio diffuso tra i classici militanti capelloni e barbuti della sinistra italiana dell'epoca. 
Questo aspetto limitò inizialmente l'espansione della sottocultura skinhead tra i giovani di sinistra, anche se i primi gruppi andarono formandosi a Milano, Roma, Genova, Torino e Bologna. A Milano e Roma in particolare l'ambiente skinhead andò sempre più dividendosi tra le varie fazioni politicizzate e non politicizzate. .

## In Italia

### Anni ottanta
Comparvero nei primi anni ottanta in Italia (1981-1982), con più di dieci anni di ritardo rispetto all'Inghilterra (1969), con la formazione di alcuni piccoli nuclei Skinhead in città come Torino, Milano, Genova, Savona, Bologna, Roma e successivamente in Toscana, nel Veneto e nel Trentino. Il look viene ricostruito prendendo a modello, per i più fortunati gli skinhead visti in qualche viaggio a Londra o dalle copertine dei dischi dei gruppi Oi! inglesi. Raro era chi possedeva una polo Fred Perry o un paio di Doc Martens, spesso frutto di acquisti riusciti a fare nei frequenti viaggi che i giovani punk e skin italiani di quegli anni facevano in Inghilterra. La musica ascoltata e suonata era ovviamente il punk, l'Oi!, il reggae e lo ska. Iniziano le frequentazione dello stadio di calcio ed un saldo legame con il movimento ultras. Anche in Italia, come nel resto d'Europa, si delineò lungo il corso degli anni ottanta, una spaccatura nel movimento skinhead, quando entrò la politica ad alterare i punti di vista dei ragazzi, c'è chi rimase fedele allo spirito iniziale apolitico ed antirazzista e c'è chi invece si fece affascinare da idee nazionaliste e razziste che partirono da paesi come l'Inghilterra, grazie al partito di estrema destra denominato British National Front e dalla Francia con il Front National. Al riguardo descrivono bene il concetto i film: "Rude Boy" (1980) in cui come attori ci sono anche Joe Strummer e i Clash e "This Is England" (2006).
Iniziano a nascere diverse band nel decennio anni ottanta che suonano Oi!, da Bologna: Nabat, Attitudine, Rip-Off, The Stab, Ghetto 84; da Savona: Klasse Kriminale; da Rimini: Dioxina; da Roma: Fun, Klaxon, Banda Bassotti; da Como: Arrm (gruppo più che altro Hardcore, ma legato alla scena skinhead, infatti parteciparono alla compilation del 1983 "Skin e Punk = TNT"), Asociale; da Verona Plastic Surgery (che dopo un breve periodo iniziale anarco/apolitico, entrarono a far parte del circuito nazi); da Treviso: Hope and Glory; da Pesaro: Cani (con sonorità Hardcore, ma appartenenti alla scena Oi!); da Certaldo (FI): Basta.

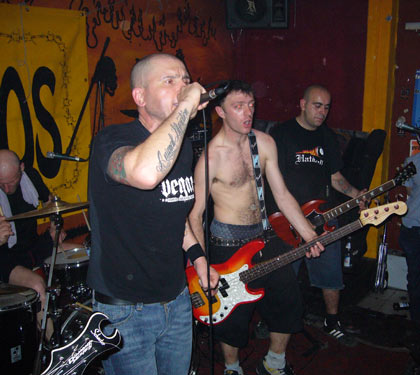
Los Fastidios a Mannheim nel 2006

Questa prima esplosione, portò all'organizzazione di due raduni OI! nazionali, uno all'Art Nouveau di Monza il 13 novembre 1982 ed uno a Bologna il 22 gennaio 1983, ben recensiti dalle fanzine e dalla stampa musicale indipendente, il numero degli Skinhead cresceva considerevolmente.
Il terzo raduno OI! tenutosi al Teatro Tenda di Certaldo (Firenze) il 18 giugno 1983 segna l'ingresso della violenza e della destra nella scena OI! italiana. Rivalità cittadine tra skin romani e toscani causano una tensione palpabile sia fuori sia dentro il tendone adibito ai concerti. I giorni della spensierata unione tra skin e punk e della non politicizzazione ad oltranza sono finiti. I Rough si rifiutano di suonare di fronte ad una selva di braccia tese. I Rip-Off si danno a lanciare saluti romani dal palco, mentre i Nabat giunto il loro turno suonano lo stesso in un clima di contestazione accesa. Quella sera sul palco giunge di tutto, dalle lattine piene ai rasoi aperti,"...tutti siamo consapevoli che stiamo assistendo alla fine di tutto, che l'Oi! sta morendo qui, proprio di fronte a noi e sono gli stessi kids a causarne la scomparsa: dal libro “Ordigni” di Riccardo Pedrini..". Forse gli atteggiamenti destrosi, almeno i primi si devono alla forte propulsione imitativa e alla volontà di essere come gli skin inglesi.
Di fronte all'ingresso della destra nella scena OI! italiana, i gruppi storici virano verso sinistra, e la loro politicizzazione diviene sempre più marcata. Il primo LP dei Nabat " Un Altro giorno di Gloria" di qualche anno posteriore, ad esempio reca dediche tra gli altri a Nelson Mandela e Benjamion Moloise. Il gruppo non ritiene giusto controllare quello che c'è nella testa, spesso confusa di un kid di 17 anni; semplicemente di aiutarlo a fare chiarezza. Mentre in città come Bologna, Genova, Savona o Pisa la scena si mantiene in linea con I presupposti originari, in altri luoghi la crescita della destra è evidente (Roma, Veneto e Milano) dove hanno origine organizzazioni come SPQR Skins, Veneto Fronte Skinhead e Azione Skinhead a Milano. In tutto questo, la stampa gioca un ruolo determinante, stigmatizzando non solo gli skinhead di destra ma tutto il movimento in generale.
Il 2 dicembre 1989 ha luogo a Bologna il quarto raduno OI! a distanza di sei anni dall'ultima occasione, organizzato dal Comitato Oi!.

### Anni novanta
Agli inizi degli anni 90, mentre la stampa ed il sistema di informazione si concentrano sulla figura del Naziskin, si assiste alla nascita, il 5 gennaio 1994, ed espansione della SHARP Italia ed al ritorno di gruppi storici come i Nabat, i Business ed i Lurkers. 
Il circuito dei centri sociali aiuta, in Italia, gli skin a dare una visione di sé più consona alla realtà, il Livello 57 di Bologna organizza il concerto dei Business, al Leoncavallo di Milano suonano i Cock Sparrer, mentre veterani della scena OI! italiana come i Klasse Kriminale iniziano a esibirsi sempre più frequentemente in centri sociali autogestiti.
Gruppi di punta dell'OI! Italiano tornano ad esibirsi: il 1995 vede i Nabat esibirsi di nuovo dal vivo prima al Leoncavallo e poi al Livello 57 insieme ai bolognesi Ghetto 84 e agli onnipresenti Klasse Kriminale. 
Per quanto riguarda i gruppi orientati verso l'estrema sinistra, la Banda Bassotti, anima della scena Redskin romana, di ritorno da un tour in El Salvador in compagnia dei baschi Negu Gorriak, dà alle stampe nel giugno 1995 Avanzo de cantiere, vera e propria pietra miliare del punk politicizzato contemporaneo. La scena romana conta un gran numero di kids di ogni estrazione stilistica, ma la componente skinhead sembra prevalere.
Negli anni novanta le band più importanti sono: Colonna Infame Skinhead (Roma), Erode (Como), Reazione (Rimini), Fuori Controllo (Torino), Attaccabrighe (Firenze), Los Fastidios (Verona).

### Anni duemila
Nel primo decennio degli anni duemila: Banda del Rione, Bull Brigade (Torino), Azione Diretta (Perugia) Ruidosos (Lecce)
Ad oggi le band più attive della "nuova scena" Street punk italiana sono: Plakkaggio (Colleferro), Ultimi (Roma), Bull Brigade (Torino), Diario di Bordo (Bologna), Azione Diretta (Perugia), Zeman (Bologna) e Sempre Peggio (Milano).

## Abbigliamento
Gli skinhead hanno spesso un abbigliamento riconoscibile, dato da caratteristiche comuni che vengono di seguito descritte. Deve essere precisato che descrivere l'usuale abbigliamento degli skinhead, come qui di seguito, non deve far pensare che chi indossi un abbigliamento simile debba necessariamente essere considerato appartenente a quella subcultura. Il vestiario skinhead è molto più complesso rispetto a quello delle altre subculture, dal momento che ogni capo ha un'origine ed un significato diverso dagli altri, che vale solo per gli skins. Volendo fare un quadro generale, la moda di questa cultura urbana è frutto dei valori e gusti condivisi dai primi skinhead, da rude boy e mod, ma anche delle dure condizioni di lavoro e dello scontro con le autorità ed i ceti sociali benestanti vissuti dai primi skinhead negli anni sessanta in quanto operai.
- Testa rasata (skin head): il taglio più corto venne ereditato dagli hard mod che lo adottarono rispetto agli altri mod perché influenzati dai rude boy per il fatto che è più adatto alla sicurezza igienica sul lavoro (in origine corto ma non rasato a zero). Benché la maggior parte degli skin preferisca portare un taglio rasato, i capelli vengono portati anche moderatamente corti e non necessariamente rasati. Le skinhead girls (skingirls) adottarono inizialmente le acconciature modette (caschetto), mentre attualmente il cosiddetto taglio Chelsea: quasi interamente corto (a "spazzola"), con la frangia sulla parte anteriore e lunghe ciocche nella parte posteriore ed ai lati ("basette").
- Basette: in genere vengono portate da tutti gli skin in maniera curata e ostentata, si presuppone che si rifacciano alle subculture giamaicane e negroidi, ma anche ai marinai. Possono essere di diverse tipologie: tagliate all'altezza di metà orecchio, di media lunghezza o portate lunghe sino al mento.
- Bretelle: ereditate dai rude boy giamaicani emigrati in Inghilterra, di vari colori e di larghezza pari a 3/4 di pollice o 1/2 di pollice, a volte portate pendenti per metterle in evidenza. I rude boy inclusero le bretelle nel loro abbigliamento allo scopo di imitare il vestiario dei gangsters mafiosi dei film americani. Il vestiario rude boy infatti si basa spesso sull'imitare tale stile, riprendendo elementi tipici del gangster come ad esempio lo smoking e gli occhiali scuri.

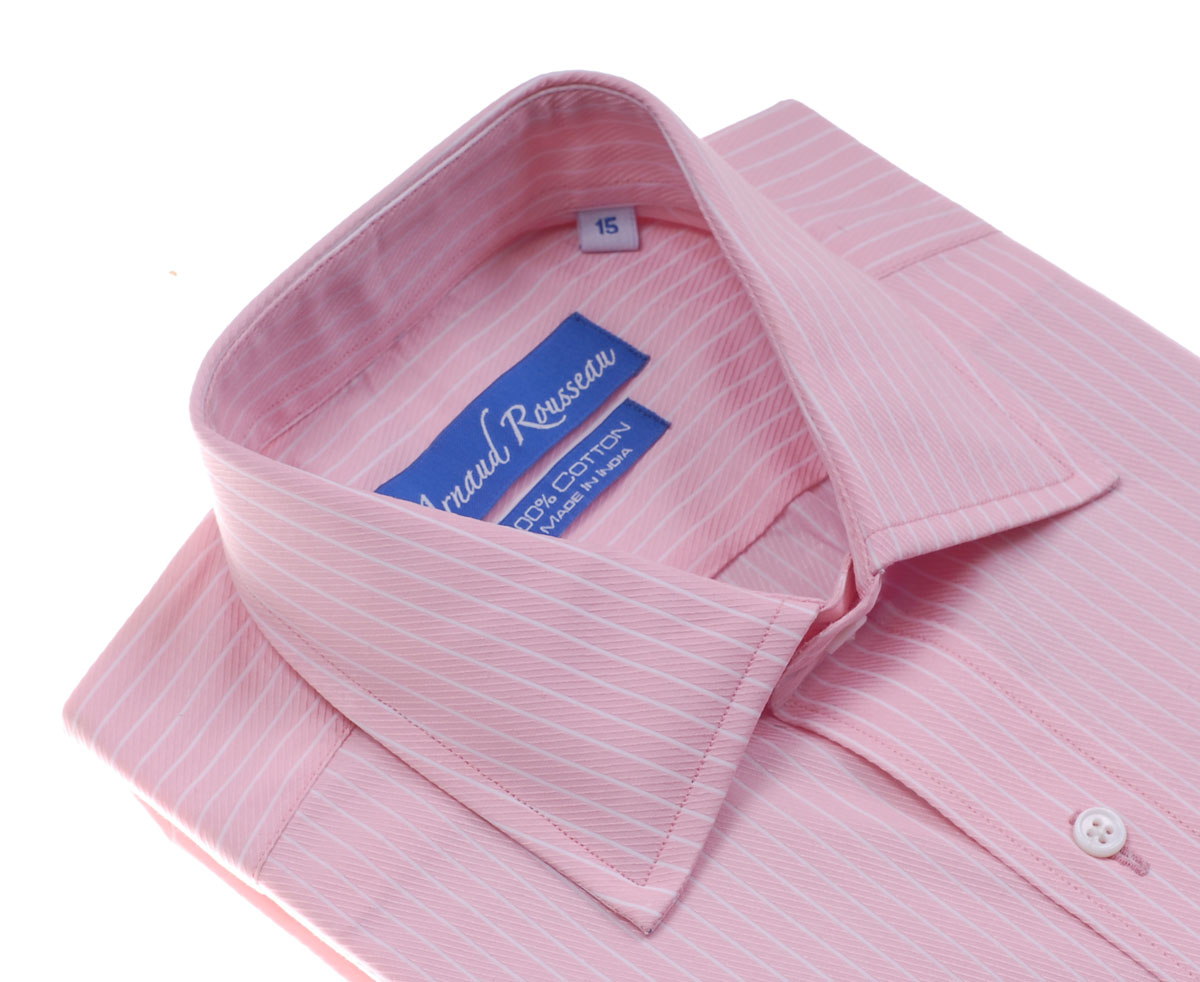
Una camicia a righe colorata

- Le camicie Ben Sherman, parte integrante dell'abbigliamento mod, vennero mantenute anche dagli skinhead; di solito gli skinhead indossano le camicie con motivi a scacchi colorati o a righe, meno di frequente quelle a tinta unica. Dal momento che moltissime marche di vestiti hanno ripreso le caratteristiche delle camicie Ben Sherman, gli skinhead indossano anche camicie simili a queste come le Brutus Jeans (popolari tra gli anni sessanta e settanta) o più economiche come le Warrior Clothing (fabbricate in Inghilterra).
- La polo Fred Perry, usata dai mod e successivamente ripresa dagli skin, è vista come simbolo di orgoglio nazionale inglese (Fred Perry era infatti il più grande tennista d'oltremanica).
- Le felpe e la giacca di tipo harrington marca Lonsdale, sono state adottate dagli skin di tutto il mondo, anch'esse ereditate dai mod.

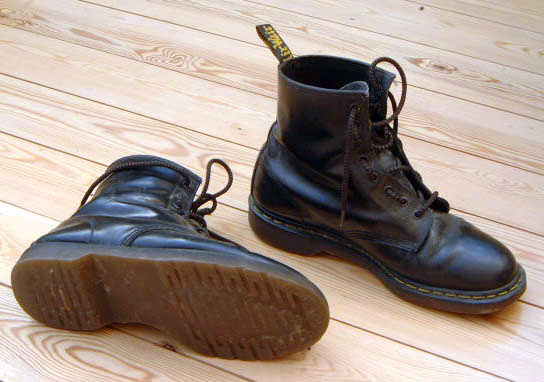
Un paio di anfibi Dr. Martens

- Anfibi: scarponi tipici della classe operaia britannica che gli skinhead usavano per il lavoro e per l'abbigliamento casual di tutti i giorni, generalmente militari o da lavoro. Negli anni sessanta i primi skinhead, insieme agli hooligan, non indossavano scarponi di marca ma stivali con la punta d'acciaio, NBC e "da scimmia" (i cosiddetti monkey boots), appropriati sia sul posto di lavoro che per combattere durante le risse o negli stadi; dato l'utilizzo che le due subculture facevano di tali stivali, questi ultimi iniziarono ad essere considerati "armi improprie" nel Regno Unito e ribattezzati "bovver" (termine derivato da "bother", cioè "infastidire"). Sempre durante quest'epoca i primi skins sceglievano il colore degli stivali a seconda della squadra di calcio di cui tifavano. Solo a partire dagli anni settanta iniziarono ad indossare Dr. Martens (o stivali simili a questi), scarpe scozzesi (brogue) e mocassini. In tempi recenti i Dr. Martens hanno perso popolarità tra gli skinhead, poiché sono diventati costosi e non vengono più fabbricati in Inghilterra; gli skins si sono quindi orientati su altre marche di stivali, come Solovair (tuttora made in England), Tredair e Grinders. A volte vengono sostituiti i lacci neri con lacci rossi, bianchi o gialli e spesso la scelta del colore indica l'ideologia politica dello skin che le indossa.

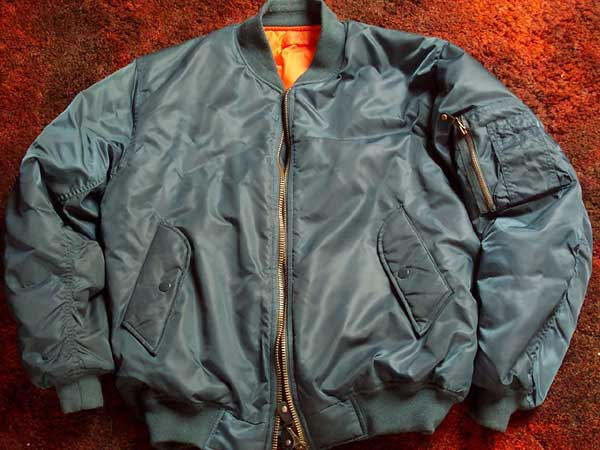
Un bomber MA-1

- Scarpe da calcetto: l'indumento è stato ammesso nel vestiario "ufficiale" solo di recente, da alternare agli anfibi. Solitamente vengono usati modelli Adidas, Puma, spesso neri con strisce bianche. Le scarpe da calcetto vennero riprese per simboleggiare la forte passione degli skinhead per il gioco del calcio.
- Tatuaggi: solitamente gli skinhead hanno come segno di riconoscimento una ragnatela tatuata sul gomito che indica appartenenza e fedeltà allo stile. La leggenda narra che l'idea sia nata nelle osterie ai disoccupati inglesi tra i quali era diffuso il modo di dire "ci cresceranno le ragnatele addosso" a causa della disoccupazione. Secondo altre fonti, la tesi più improbabile secondo il quale ogni "giro di tela" simboleggerebbe un anno di carcere. Altri tattoo portati sono le rondini: significano libertà e furono ereditate dai galeotti e marinai inglesi. Altri tatuaggi più espressamente skinhead sono: il crucified skinhead (crocifisso raffigurante uno skinhead), i musi di cani di tipo bull e altri tatuaggi della scuola tradizionale (cuori, rose, spade, ecc).
- Blue jeans: pantaloni più adatti al lavoro, solitamente vengono usati modelli attillati firmati Levi Strauss (Red Tag, o 501), o altri marchi come Lee, Wrangler, o modelli a chiazze più chiare scoloriti con la varecchina. Caratteristica comune, nonché simbolo del vestiario skinhead, è quella di ripiegare i pantaloni per evidenziare gli anfibi o le scarpe da calcetto. Altri pantaloni utilizzati sono quelli militari (in genere mimetici con le tasche) e il modello sta prest (genere classico di calzoni che ha la caratteristica di mantenere l'aspetto stirato).
- Il bomber (solitamente di colore verde militare, grigio o nero): giubbotto originariamente in uso tra gli aviatori inglesi modello MA-1 (marca Alpha), anche questo capo fu ereditato dai mod e hard mod. Altri giubbotti utilizzati sono il parka, i cappotti a 3/4 e il montone.
- Coppola: questo particolare tipo di berretto floscio era usato soprattutto dagli skinhead originali. Anche questo indumento, come le bretelle, venne tramandato dalla cultura rude boy. Anche in questo caso i rude boy inclusero la coppola nel loro abbigliamento allo scopo di imitare il vestiario dei gangster mafiosi. Questo berretto è infatti di origine siciliana.

Le ragioni della scelta di questi abiti vanno ricercate nello stile di vita svolto dai primi skinhead e nel loro desiderio di ribellione rispetto alla cultura dominante, oltre che verso le forze di polizia e le subculture contemporanee:
- il bisogno di vestiti resistenti, puliti e facili da identificare nella folla, idonei al lavoro manuale e corrispondenti al proletariato.
- il rifiuto dell'imborghesimento e dell'eleganza dei mod, i quali non lavoravano perché "figli di papà".
- il desiderio di crearsi un'identità culturale propria.

Ciò vale per quegli abiti industriali (jeans, stivali antinfortunistici o anfibi, giacconi pesanti ecc.) che gli skinhead usavano tutto il giorno sul posto di lavoro; quelli più leggeri e curati (camicie, mocassini ecc.) invece li indossavano solo quando andavano a ballare la sera insieme ai rude boy nelle dancehall, luoghi di ritrovo per giovani dove si ascoltava musica afroamericana, oppure quando andavano alle partite di calcio; questi due eventi erano l'unico lusso di cui gli skinhead potevano godere per divertirsi, mettendo da parte il degrado e la povertà che caratterizzava le loro vite.

### Fazioni
• Skineddusu
- S.H.A.R.P.
- R.A.S.H.
- F.A.S.H.
- Trojan skinhead
- Skin88
- Redskin
- Anarcoskin
- Gay skinhead
- Suedehead

### Generi musicali
- Oi!
- Punk rock
- Street punk
- Reggae
- Ska
- Ska punk
- Rocksteady
- Origini del punk rock
- Hardcore punk
- Ska punk

### Film e documentari
- Arena, di Alan Yentob
- Oi! For England (1982), di Tony Smith
- Rough Cut and Ready Dubbed (1982), di Don Shaw
- Made In Britain (1983), di Alan Clarke
- Meantime (1983), di Mike Leigh
- Skinheads (1992), di Geoffrey Wright
- Teste rasate (1993), di Claudio Fragasso
- L'università dell'odio (1995), di John Singleton
- The Infiltrator (1995), di John Mackenzie
- World of Skinhead (1995), di Doug Aubrey
- Dog Years (1997), di Robert Loomis
- American History X (1998), di Tony Kaye
- Pariah (1998), di Randolph Kret
- La guerra degli Antò (1999), di Riccardo Milani
- Oi! Warning (2000), di Benjamin Reding e Dominik Reding
- The Believer (2001), di Henry Bean
- Diary of Skin (2003), di Jacobo Rispa
- Skinhead Attitude (2003), di Daniel Schweizer
- This Is England (2006), di Shane Meadows
- Felon - Il colpevole (2008), di Ric Roman Waugh
- Russia 88 (2009), di Pavel Bardin
- Skinning (2010), di Stefan Filipović
- Imperium, di Daniel Ragussis (2016)

### Subculture correlate
- Punk
- Nazi punk
- Mod (subcultura)
- Hard mod
- Rude Boy
- Herbert
- Bootboy
- Scooter Boy
- Hooligan
- Casual (sottocultura)